# Rosinenbomber

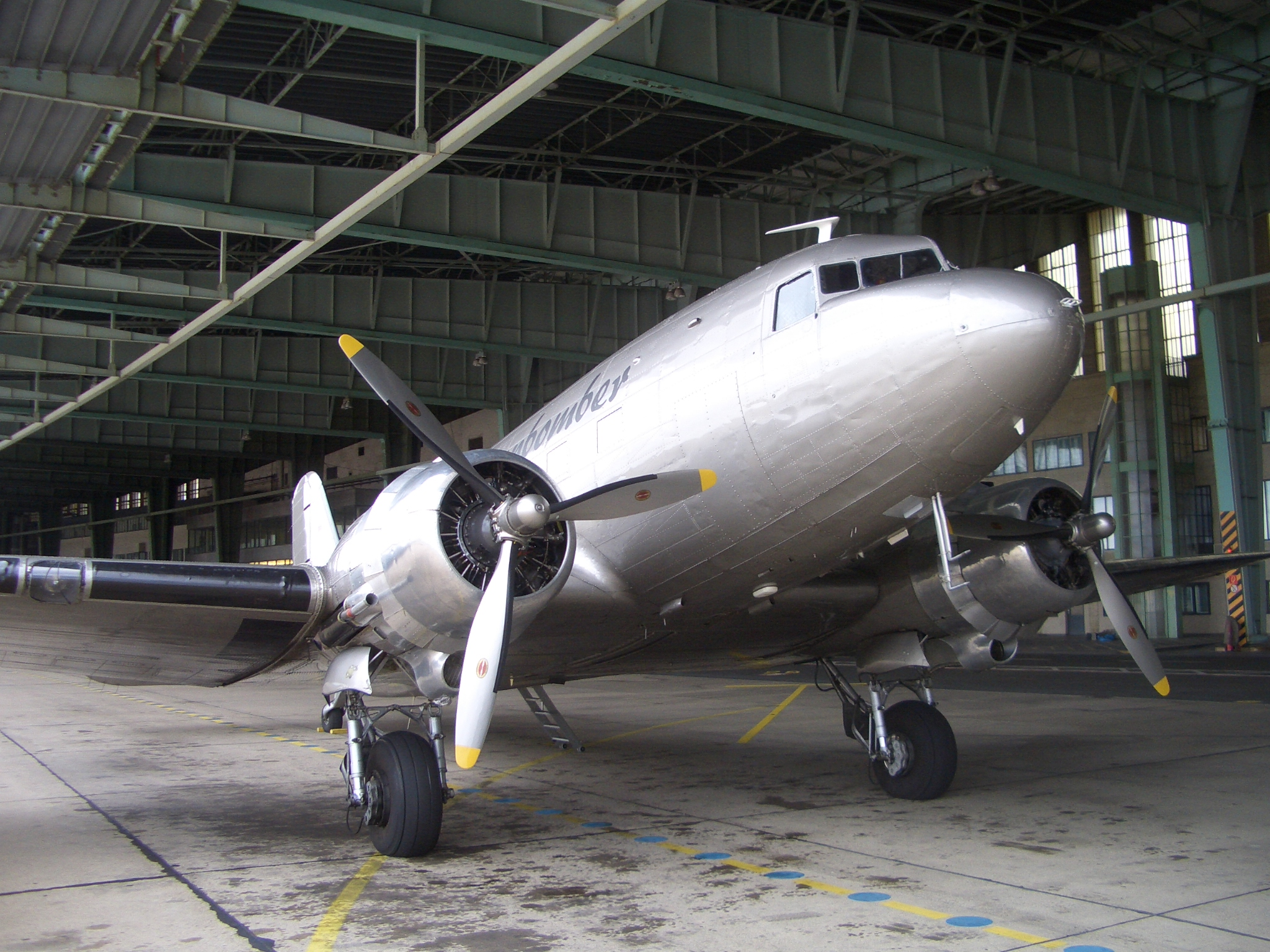
Zweimotoriger Rosinenbomber vom Typ Douglas C-47 Skytrain der Air Service Berlin unter dem Dach des ehemaligen Flughafens Tempelhof

Rosinenbomber (in den USA bekannt als Candy bomber oder Raisin bomber) ist die umgangssprachliche Bezeichnung für die Flugzeuge der Alliierten zur Zeit der Berliner Luftbrücke, die West-Berlin mit Lebensmitteln und anderen lebenswichtigen Hilfsmitteln versorgten. Dazu gehörte ganz wesentlich auch Brennmaterial wie Briketts.

## Geschichte

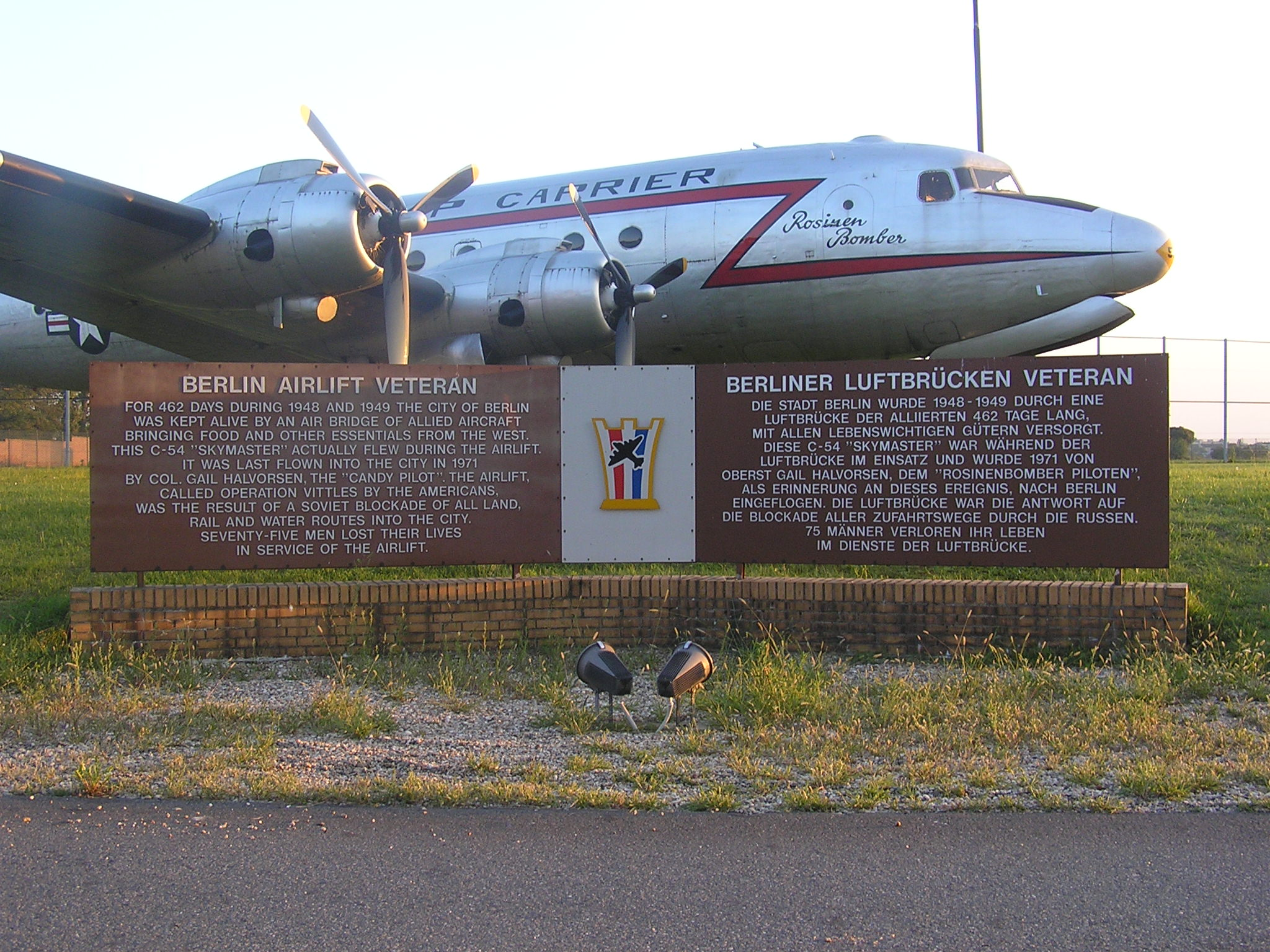
Viermotoriger Rosinenbomber vom Typ Douglas C-54 Skymaster als Denkmal am ehemaligen Flughafen Tempelhof

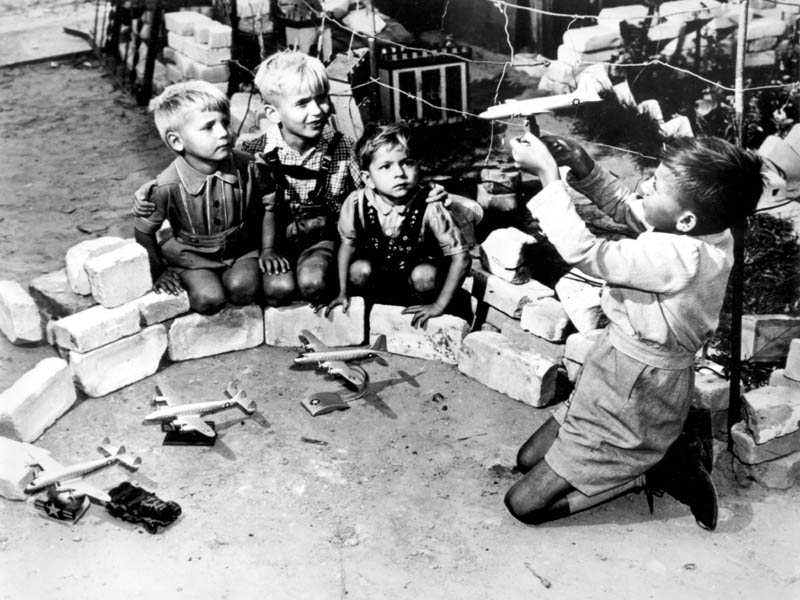
Berliner Kinder spielen 1948 mit Spielzeugmodellen die Luftbrücke nach

Der Name nimmt Bezug auf die freiwilligen Hilfspakete, die die US-amerikanischen Flugzeugbesatzungen vor der Landung und vor der eigentlichen Verteilung an kleinen selbstgebastelten Fallschirmen aus den Flugzeugen warfen, um den wartenden Kindern eine Freude zu machen. Die abgeworfenen Päckchen enthielten meistens Schokolade, Kaugummi und vermutlich auch Rosinen.
Diese Idee wird heute dem Piloten Gail Halvorsen zugeschrieben. Dieser fing an, Schokoladentafeln, die er von seinen Verwandten aus den USA zugeschickt bekam, an Taschentücher zu binden und sie vor der Landung über Berlin abzuwerfen. Nachdem die Medien von den heimlichen Abwürfen erfuhren, zog die Aktion bald weite Kreise und es sammelten die gesamten Air-Force-Flieger und sehr viele US-Amerikaner Süßigkeiten und Kaugummis, um damit die Operation Little Vittles (kleiner Proviant) zu unterstützen.
In der heutigen Erinnerung wird der Beiname auf alle Flugzeuge der Berliner Luftbrücke bezogen, auch wenn historisch nicht alle Flugzeuge am Abwurf von Süßigkeiten beteiligt waren. Am verbreitetsten war allerdings die viermotorige Douglas C-54 Skymaster der US-Amerikaner.
An der Luftbrücke nahmen Piloten und Flugzeuge mehrerer Nationen teil, die mit allen möglichen Flugzeugtypen verschiedene Ziele in Berlin anflogen, einschließlich Landungen auf der Havel bei Kladow mit britischen Flugbooten. Die Anflugstrecken zum damaligen Flughafen Tempelhof und dem während der Blockade erbauten Flughafen Tegel führten allerdings über dicht besiedeltes Stadtgebiet, wo sich viele Kinder nach der Schule versammelten, um auf die Rosinenbomber zu warten.

## Historische Flugzeuge
Aus den Zeiten der Luftbrücke sind verschiedene einzelne Flugzeuge erhalten geblieben. Neben der seit vielen Jahren auf dem Gelände des Berliner Flughafens Tempelhof aufgestellten C-54 existiert die Douglas C-54 Spirit of Freedom, die vor allem in den USA regelmäßig als fliegendes Museum auf Flugschauen zu sehen ist.
Mit einer Douglas C-47 Skytrain Rosinenbomber von Air Service Berlin wurden bis 2010 Rundflüge über Berlin angeboten. Am 19. Juni 2010 verunglückte sie – nach Angaben der Fluggesellschaft die letzte flugfähige Maschine dieses Typs in Deutschland und historisches Flugzeug der Luftbrücke – jedoch bei einer Notlandung wegen eines Kurbelwellenbruchs auf dem Ausbaugelände des Flughafens in Schönefeld. Die Maschine wurde stark beschädigt und es gab sieben Leichtverletzte. Nach ursprünglichen Plänen, die Maschine (unter Zuhilfenahme von Ersatzteilen aus einer zusätzlich angeschafften DC-3) flugfähig zu machen und die Rundflüge wieder anzubieten, entschied der Betreiberverein im Februar 2019, von einer erneuten Zulassung endgültig abzusehen und den Verein aufzulösen. Hauptgrund war eine verschärfte Gesetzeslage hinsichtlich der Verkehrszulassung historischer Flugzeuge und der damit verbundenen Auflagen. Der Mechaniker und Inhaber von Morlock Motors, Michael Manousakis, besitzt seit 2019 als einziger in Deutschland eine DC-3, die er nach zwei Jahren mit seinem Team flugtauglich machte. Der erste erfolgreiche Flug war im Jahr 2022.